# Rue Al-Shuhada
La rue Al-Shuhada, en arabe : شارع الشهداء signifiant littéralement en français : rue des Martyrs (Chahids), surnommée rue de l'apartheid par les Palestiniens et rue du roi David par les colons israéliens, est une rue bordée de commerces fermés qui conduit du centre de la Vieille ville d'Hébron en Cisjordanie occupée au tombeau des Patriarches. Les seuls Palestiniens qui peuvent entrer dans la zone sont les propriétaires de maisons, et ils ne peuvent le faire qu'à pied - depuis 2010. Seules les voitures israéliennes peuvent emprunter l'axe, ainsi que les colons israéliens et les touristes.
Après les émeutes qui ont suivi le massacre du tombeau des Patriarches, par un colon israélien en février 1994, Israël ferme la rue aux Palestiniens. Au début des années 2000, conformément au protocole d'Hébron, la rue est rouverte à la circulation des véhicules arabes. Les magasins sont toutefois restés fermés. La rue est à nouveau fermée aux Palestiniens après les violences de la Seconde intifada. 
Après la fermeture de tous les magasins palestiniens, des bureaux municipaux et gouvernementaux palestiniens ainsi que de la gare routière centrale, qui est devenue une base de l'armée israélienne, la zone de la rue Al-Shuhada devient pratiquement une ville fantôme. Les marchés de légumes et de gros situés à côté de la colonie d'Avraham Avinu deviennent une zone interdite aux Palestiniens. Une manifestation internationale annuelle « Open Shuhada Street » (Ouvrez la rue Shuhada) est organisée depuis 2010. 

## Noms

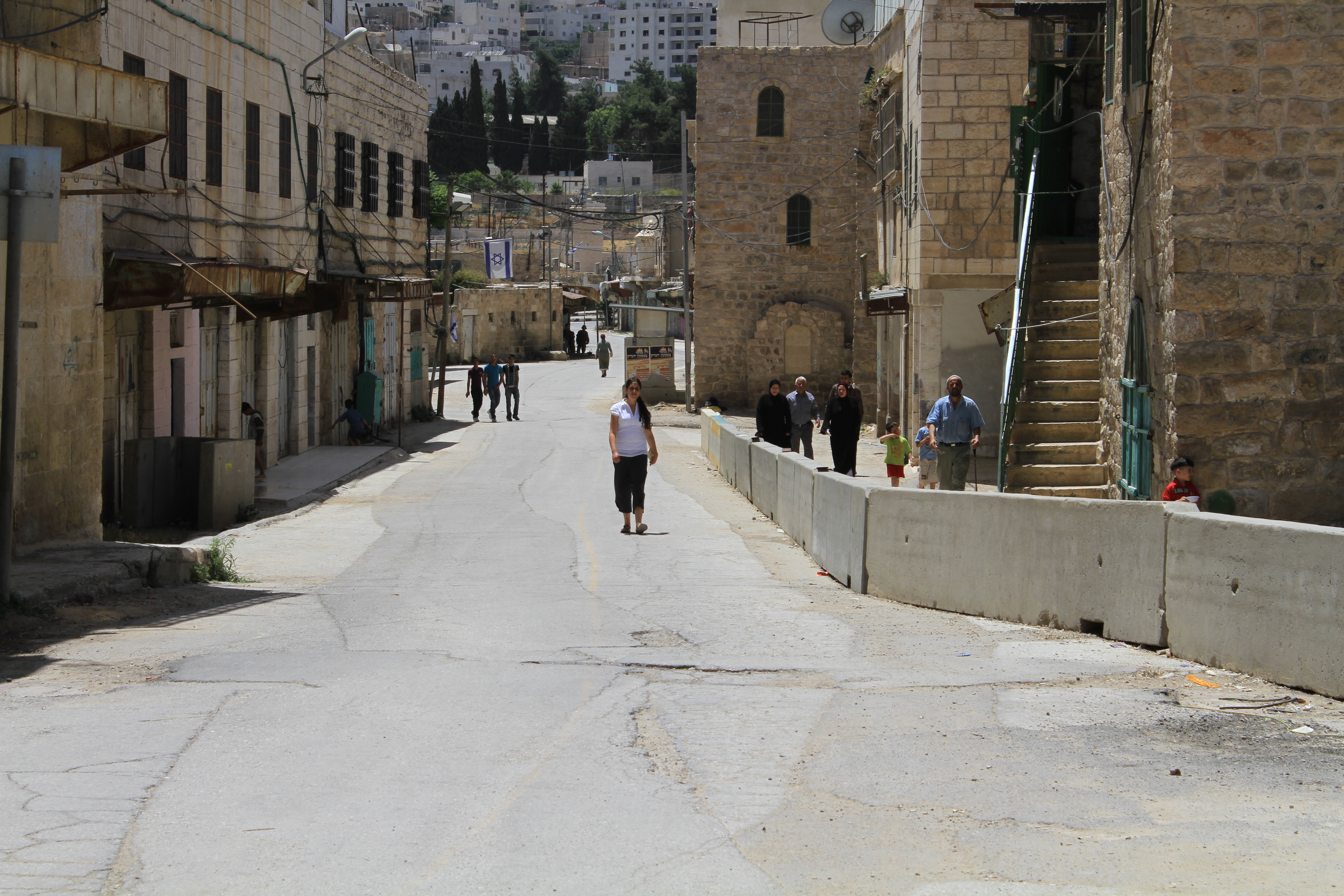
La rue Al-Shuhadan avec des magasins palestiniens fermés en 2010. Le passage des Palestiniens est interdit, et seuls les résidents, les colons israéliens et les touristes sont autorisés à y passer.

Bien qu'il n'y ait pas de panneaux officiels, la rue al-Shuhada est le nom officiel de la rue, signifiant rue des Martyrs. Les Israéliens l'appellent rue du roi David. En 2011, les Palestiniens l'ont temporairement renommée rue de l'Apartheid. Rafiq al-Jabari, collaborateur du gouverneur d'Hébron, explique que ce changement restera en place « jusqu'à la fin de la ségrégation de l'apartheid qui est appliquée par les colons sous la protection des soldats de l'occupation ».

## Historique
Après l'occupation israélienne d'Hébron en 1967, un certain nombre de colonies sont établies à l'intérieur et autour de la ville. La première colonie, Kiryat Arba, est créée en 1968 près dutombeau des Patriarches, situé à quelques centaines de mètres au nord de la rue Al-Shuhada. Sarah Nachshon, l'épouse du fondateur, créé une autre colonie dans un poste de police de la rue Al-Shuhada en 1979.

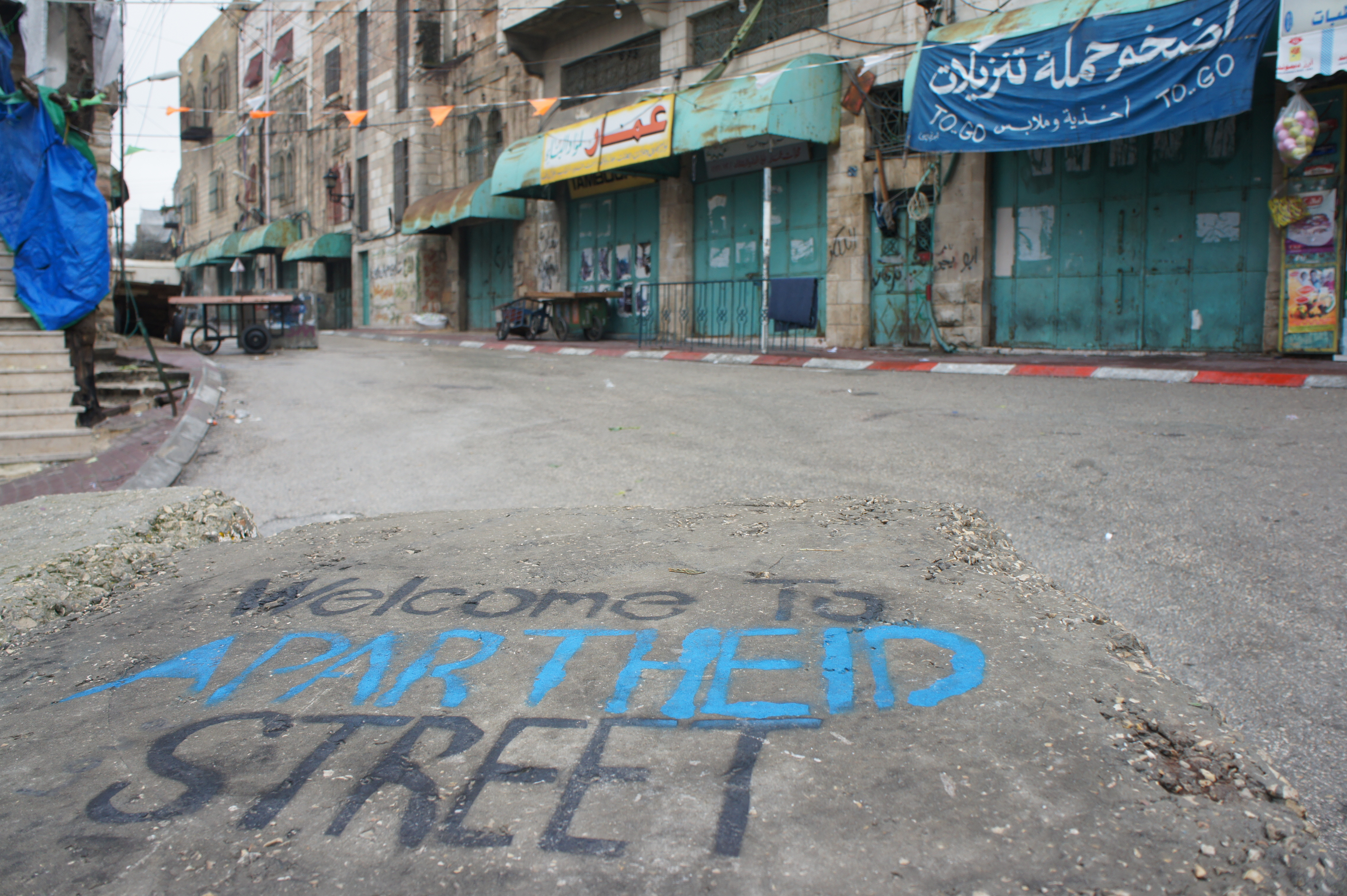
Tag au milieu de la rue : rue de l'appartheid.